# Platerów (gemeente)
De gemeente Platerów is een landgemeente in het Poolse woiwodschap Mazovië, in powiat Łosicki.
De zetel van de gemeente is in Platerów.
Op 30 juni 2004 telde de gemeente 5171 inwoners.

## Oppervlakte gegevens
In 2002 bedroeg de totale oppervlakte van gemeente Platerów 128,97 km², waarvan:
- agrarisch gebied: 70%
- bossen: 23%

De gemeente beslaat 16,71% van de totale oppervlakte van de powiat.

## Demografie
Stand op 30 juni 2004:
| Omschrijving                   | Totaal | Totaal | Vrouwen | Vrouwen | Mannen | Mannen |
| ------------------------------ | ------ | ------ | ------- | ------- | ------ | ------ |
| eenheid                        | aantal | %      | aantal  | %       | aantal | %      |
| inwoners                       | 5171   | 100    | 2540    | 49,1    | 2631   | 50,9   |
| bevolkingsdichtheid (inw./km²) | 40,1   | 40,1   | 19,7    | 19,7    | 20,4   | 20,4   |

In 2002 bedroeg het gemiddelde inkomen per inwoner 1429,98 zł.

## Administratieve plaatsen (sołectwo)
Chłopków, Chłopków-Kolonia, Czuchów, Czuchów-Pieńki, Falatycze, Górki, Hruszew, Hruszniew, Hruszniew-Kolonia, Kamianka, Kisielew, Lipno, Mężenin, Mężenin-Kolonia, Michałów, Myszkowice, Nowodomki, Ostromęczyn, Ostromęczyn-Kolonia, Platerów, Puczyce, Rusków, Zaborze.

## Aangrenzende gemeenten
Drohiczyn, Korczew, Łosice, Przesmyki, Sarnaki, Siemiatycze, Stara Kornica